# Isfjorden (població)
|  | Per a altres significats, vegeu «Isfjorden (desambiguació)». |

Isfjorden és un poble situat al municipi de Rauma, comtat de Møre og Romsdal, Noruega. Es troba a 6 km a l'est d'Åndalsnes. Les muntanyes Kyrkjetaket i Gjuratinden es troben a pocs quilòmetres. La vila té una població de 1.297 habitants (2013).
Isfjorden va tenir un paper important en la batalla de Kringen, quan els vaixells escocesos van ser bloquejats pels danesos l'any 1612.